# 是永歳太郎
是永 歳太郎（これなが としたろう、1860年2月15日（万延元年1月24日）- 1920年（大正9年）12月29日）は、明治から大正前期の警察官、農業経営者、政治家。衆議院議員、大分県西国東郡高田町長。名・直房、通称・歳太郎。

## 経歴
豊後国国東郡、のちの大分県西国東郡高田町（現豊後高田市）で、副里正の家に生まれる。漢学を修めた。
1877年（明治10年）西南戦争後に警察官となり、大分警察署（現大分中央警察署）勤務、鶴崎葉派出所詰を務めて退職。故郷の高田で書籍・文具商を経営。当時の高田警察署（現豊後高田警察署）長・赤鉾文太郎の勧誘で同署書記を務めた。
1889年（明治22年）町村制施行により高田町が発足し、同年6月、初代町長となり1899年（明治32年）8月まで在任。1891年（明治24年）11月、西国東郡会議員に当選し2期在任し、同参事会員、同議長代理を務めた。1892年（明治25年）9月、大分県会議員に選出され3期在任し、同参事会員を務めた。元田肇の豊州会に所属して活動した。
1904年（明治37年）3月、第9回衆議院議員総選挙（大分県郡部、甲辰倶楽部）で当選し、その後、立憲政友会に所属して衆議院議員に1期在任した。
また、朝鮮慶尚南道で農場を経営した。